# Herbert Wulf
Herbert Wulf (* 1939) ist ein international bekannter Friedens- und Konfliktforscher und emeritierter deutscher Hochschullehrer für Politikwissenschaft.

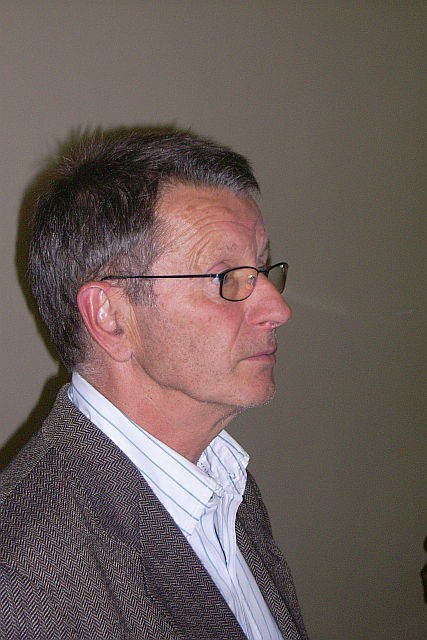
Herbert Wulf, 2008

## Leben
Wulf war zunächst Bankkaufmann und wurde 1966 mit seiner Frau Entwicklungshelfer in Indien. Zurückgekehrt studierte er seit den frühen 1970er Jahren Sozialwissenschaften in Köln, Mannheim sowie Hamburg und promovierte 1978 mit einer Dissertation über Rüstungsimport als Technologietransfer bei Ulrich Albrecht an der FU Berlin. Dann arbeitete er am Institut für Friedensforschung und Sicherheitspolitik der Universität Hamburg sowie am weltweit renommierten internationalen Friedensforschungsinstitut SIPRI in Stockholm. Im Jahre 1994 wurde er Gründungsdirektor des Internationalen Konversionszentrum Bonn – Bonn International Center for Conversion (BICC). Wulf führte das Forschungs-Institut, das sich der praktischen Realisierung und Evalualisierung von Abrüstungsfragen widmet, bis 2001. Im Jahr 2007 forschte er als Visiting Scholar über State and Violence am Australian Centre for Peace and Conflict Studies an der University of Queensland im australischen Brisbane. Diesem werde er die Hälfte seines Peter-Becker-Preis-Geldes stiften, sagte er anlässlich des Festaktes der Philipps-Universität am 9. Februar 2007, die andere Hälfte gehe an die Fach-Zeitschrift Wissenschaft und Frieden. Die meisten seiner Bücher und wissenschaftlichen Schriften sind in deutscher und englischer Sprache erschienen.
Das große Forschungsprojekt Wulfs Internationalisierung und Privatisierung von Krieg und Frieden, das zu dem auch für Nichtfachleute sprachlich zugänglichen wissenschaftlichen Buch (2005) führte, widmet sich dem Outsourcen von militärischen Aufträgen an Privatunternehmen. Besonders in den USA und Großbritannien sei das ein zunehmender Trend, wie sich im Irakkrieg gezeigt habe. Für eine real kostenungünstigere Dienstleistung nehme der Staat in Kauf, dass sich die Söldner-Unternehmen und ihre Akteure vor Ort weitgehend der öffentlichen Kontrolle entzögen. Der Jury-Vorsitzende des Peter-Becker-Preises, Ulrich Wagner, der zugleich Geschäftsführender Direktor des 2001 gegründeten Zentrums für Konfliktforschung der Philipps-Universität Marburg ist, bezeichnete es als Wulfs großes Verdienst, nicht nur nüchtern zu analysieren, sondern auch Wege aufzuzeigen, die vom staatlichen zum öffentlich kontrollierten Gewaltmonopol führen.
Seine Tochter ist die deutsch-britische Autorin Andrea Wulf.

## Werke (Auswahl)
- Afghanistan: Ein Krieg in der Sackgasse. (Hg. Johannes M. Becker und Herbert Wulf), Lit Verlag, Münster/Berlin, 2010, ISBN 978-3-643-10460-1.
- Overcoming Armed Violence in a Complex World. Essays in Honour of Herbert Wulf, (Hg. Michael Brzoska und Axel Krohn), Budrich UniPress, Opladen, ISBN 978-3-940755-33-9.
- Zerstörter Irak – die Zukunft des Irak?. (Hg. Johannes M. Becker und Herbert Wulf), Lit Verlag, Münster/Berlin, 2008, ISBN 978-3-8258-1200-3.
- Nordkoreas Griff zur Bombe. SWP, Berlin 2006.
- Internationalisierung und Privatisierung von Krieg und Frieden. Nomos, Baden-Baden 2005, ISBN 3-8329-1375-0.
- Internationalizing and Privatizing War and Peace. Palgrave Macmillan, Basingstoke 2005.
- Security sector reform in developing countries. Eschborn 2000.
- Rüstungsimport als Technologietransfer: die negativen Auswirkungen von Rüstungsimporten auf die Industrialisierung in Peripherieländern. (= Weltwirtschaft und internationale Beziehungen, Band 20), Weltforum, München / London 1980, ISBN 3-8039-0181-2 (Dissertation FU Berlin, Fachbereich 15 – Politische Wissenschaften, 1979, unter dem Titel: Import von Rüstungstechnologie und deren Auswirkungen auf die Industrialisierung in Peripherieländern).
- mit Ulrich Albrecht, Peter Lock: Arbeitsplätze durch Rüstung – Warnung vor falschen Hoffnungen. Rowohlt, Reinbek bei Hamburg 1978, ISBN 3-499-14266-X.

## Auszeichnungen (Auswahl)
- 2007 Peter-Becker-Preis der Marburger Philipps-Universität für sein Lebenswerk und „Internationalisierung und Privatisierung von Krieg und Frieden“.